# Temple d'Apol·lo (Termo)
El temple d'Apol·lo de Termos era un temple grec arcaic construït al segle VII aC en el santuari de l'antic assentament de Termos, a la regió d'Etòlia. Actualment es troba al municipi modern de Termo.
És un dels primers temples coneguts d'estil dòric, i les seues mesures eren 38,20 x 12,10 m. El peristil, de 5 columnes als costats curts i 15 als llargs, és un dels primers que s'erigiren en l'antiga Grècia. Substituí al mègaron preexistent, conegut com a mègaron B, que s'amplià amb un peristil de columnes de fusta, sostingudes per bases de pedra.

## Estructures preexistents

### Mègaron A
La primera estructura arquitectònica que s'aprecia al jaciment és la planta absidal de l'anomenat mègaron A, que és del període micènic i fou destruït al segle xii aC. Es creu que era l'habitatge del cabdill de la zona i les restes de cendres i d'àmfores col·locades en posició pròpia de culte als difunts suggereix que en la fase final d'aquesta infraestructura s'hauria desenvolupat un culte heroic.

### Mègaron B
El mègaron B ja no era un lloc d'habitatge sinó de culte a una deïtat desconeguda, probablement un heroi. Contenia restes del període protogeomètric i geomètric, com ceràmica, armes de ferro, ossos d'animals i cendres. Algunes d'aquestes cendres estaven conservades dins de pitos. Tenia un vestíbul, una cel·la rectangular i un opistòdom. Degueren construir-lo després de la destrucció del mègaron A, a la primeria del s. XI aC, mentre que fou arrasat cap a l'any 850 aC.

### Columnata
El mègaron B devia trobar-se envoltat per columnes de fusta amb una capçalera en forma d'absis, de les quals es conserven les bases, però aquestes columnes no es col·locaren en el moment de la construcció del mègaron, sinó després que aquest fora destruït. Se suposa que tenien la funció de sostenir un edifici de fusta que hi hagué entre la fi del mègaron B i la construcció del gran temple arcaic.

### Petit temple arcaic
Algunes restes d'un templet del període arcaic es trobaren al nord-oest del temple principal. A aquest petit temple, sobre el qual s'ha suggerit que podria haver estat dedicat a Àrtemis, pertanyen alguns fragments de l'escòcia del frontó, així com antefixes amb formes de caps masculins barbuts i de gorgones, gàrgoles amb cap de gos, un fragment d'un tríglif de terracota i restes de ceràmica.

## Temple d'Apol·lo
El gran temple arcaic, o temple C, és del 630 - 620 aC i es construí directament damunt del mègaron B.
Era un temple perípter (totalment envoltat de columnes) i pentàstil, amb una cel·la massa llarga respecte a l'amplària. Estava envoltat de cinc columnes frontals i posteriors i quinze als laterals, totes de fusta, que s'alçaven sobre bases de pedra rudimentàries. No contenia prónaos, encara que sí opistòdom. Les parets de la cel·la eren de rajola i l'estructura de fusta. Dins la cel·la hi havia una filera de deu columnes que la dividia en dues i que devia sostenir un sostre de fusta.
El primer entaulament del temple constava d'un frontó a la façana principal, del qual ha sobreviscut un fragment d'un cimaci de forma corba. Les teules tenien gàrgoles pintades de negre o roig fosc amb formes de cap d'homes imberbes o de gorgona i amb antefixes amb forma de cap femení. Aquesta decoració degué servir de model per a la del temple d'Àrtemis de Corfú. La presència de la decoració amb forma de cap de gorgona es relaciona amb rituals religiosos en què les màscares exercien un paper fonamental.
S'han identificat fragments d'un segon entaulament que es feu en la segona meitat del s. VI aC. El temple adquirí un segon frontó a la part posterior. A les gàrgoles s'alternaven les representacions de caps d'homes barbuts amb caps de sàtirs i entre ells hi havia antefixes en forma de caps de dona. Les teules del sostre es decoraven amb palmetes de colors negre i roig. Als acroteris laterals es representaven dues esfinxs a la gatzoneta i al central una Nice.
Les mètopes de terracota, que es trobaven alternades amb tríglifs, pertanyen al primer entaulament. Es pintaren de negre, blanc, marró, porpra i taronja. S'hi representen escenes de mites. S'hi conserven aquestes representacions: Aèdon i Quèlidon matant a Itis; tres deïtats de cabells llargs, potser Apol·lo, Àrtemis i Leto; Perseu corrent amb el cap de Medusa; un caçador barbut i amb cabells llargs, amb un arc i un buirac; un Gorgoneion; dues figures femenines es lleven els quitons fins a la cintura, i potser representen Pretos; fragments d'un animal fantàstic i altres fragments entre els quals hi ha dos caps de lleó.
Tradicionalment, es considera que al temple C es retia culte a Apol·lo, la qual cosa es fa palesa en inscripcions del període hel·lenístic que esmenten Apol·lo Thermi, però no és segur que en períodes anteriors es retés aquest mateix culte a Apol·lo, i s'ha suggerit que podria haver-s'hi venerat Àrtemis.
El rei Filip V de Macedònia arrasà aquest temple en dues ocasions (els anys 218 i 206 aC). Durant el primer saqueig els macedonis incendiaren milers d'armes que es trobaven penjades als pòrtics després d'apoderar-se'n de les més valuoses; també calaren foc als pòrtics i ensorraren més de mil estàtues i trencaren totes aquelles que no tenien inscripcions dedicades a déus. En la segona incursió destruïren el que havien respectat en la primera.
Després de la destrucció, se'n reconstruí al s. II aC, però anà perdent importància amb el declivi de la lliga Etòlia fins que fou abandonat en l'època romana. Aquest declivi, el ratifica la presència de tombes del s. I aC i un cementeri paleocristià en una zona principal del santuari.

## Un altre temple arcaic d'Apol·lo
A l'est del temple C s'han trobat restes d'un altre petit temple de l'època arcaica que també estava dedicat a Apol·lo, amb l'epítet Lyseios, que significa 'que delibera', segons es dedueix d'una inscripció que deu ser dels s. III-II aC. Aquest temple també era de fusta, amb mètopes i escòcia de terracota. Se n'ha conservat l'acroteri central, que tenia un Gorgoneion en relleu, i algunes restes de terrissa de la decoració del sostre.
D'aquest temple s'han conservat també algunes mètopes, algunes amb inscripcions, tot i que més deteriorades que les del temple C. N'hi ha representades les Càrites, Iris, una quimera, un symplegma eròtic els protagonistes del qual són desconeguts, el centaure Folos i una dona asseguda (potser Ilitia). En altres fragments no es pot precisar la seua iconografia, tot i que sí que es reconeixen algunes parts de l'anatomia d'animals.
Aquest temple estigué en servei almenys fins a les destruccions dels macedonis; no està provat que després d'aquestes continués en funcionament.